# Shorea collaris
Shorea collaris är en tvåhjärtbladig växtart som beskrevs av Van Slooten. Shorea collaris ingår i släktet Shorea och familjen Dipterocarpaceae. Inga underarter finns listade i Catalogue of Life.